# Bruskebo
Bruskebo är en by i Västerlövsta socken, Heby kommun.
Byn omtalas i skriftliga handlingar första gången 1538, och omfattade då ett mantal kyrkojord. Det räknas 1569 som bergsmanshemman.
I Bruskebo finns idag naturreservat, med äldre orörd granskog.